# Danuvia 39M
La Danuvia 39M era una pistola mitragliatrice ungherese calibro 9 mm progettata da Pál D. Király negli ultimi anni '30.

## Storia
La 39M fu progettata dall'ingegnere unghere Pál D. Király alla fine degli anni trenta per armare l'esercito ungherese con un'arma di produzione domestica. Camerata per il nuovo proiettile 9 × 25 mm la 39M fu distribuita all'esercito a partire dal 1939 e rimase in servizio per tutta la Seconda guerra mondiale fino agli inizi degli anni cinquanta. Circa 8 000 esemplari vennero prodotti tra il 1939 e il 1945. L'arma era ingombrante, strana nella forma e più simile ad una carabina che ad una pistola mitragliatrice. Ispirata dalla SIG MKMO come caratteristiche generali, l'arma ungherese venne camerata per il più potente proiettile 9 × 25 mm Mauser e adottò un sistema di chiusura originale progettato da Király, di realizzazione complessa ma che garantiva il funzionamento dell'arma anche in condizioni climatiche avverse. Il caricatore della 39M poteva essere ripiegato in avanti in un alloggiamento nell'affusto anteriore, per poi chiudere il pozzo di alimentazione con una lastrina a molla.
L'arma si rivelò molto affidabile anche in condizioni avverse e diede ottimi risultati sul fronte russo. L'unica critica sollevata dai reparti armati con la pistola mitragliatrice fu l'onnipresente scarsità di munizionamento, dato che la 39M era l'unica arma esistente ad usare quel particolare proiettile.
Proprio grazie alle sue qualità, l'arma rimase a lungo in dotazione alle forze di polizia ungheresi, addirittura fino agli anni '50, quando cominciò ad essere rimpiazzata molto rapidamente da PPŠ-41 e Kucher K1.

## Dettagli
La 39M montava un particolare otturatore (chiaramente brevettato da Király) costituito da due parti separate. Il selettore è una calotta circolare che può essere ruotata in tre posizioni: E - Egyes (semiautomatico), S-Sorozat (automatico) e Z-Zárt (sicura). La finestra di espulsione e la maniglia di armamento si trovano sul lato destro del castello. L'arma monta un mirino posteriore a rampa e un palo frontale vicino alla volata.
Il caricatore era bifilare e a presentazione doppia, pertanto non richiedeva particolari strumenti per il riempimento. Quando non in uso, si poteva ripiegare il caricatore in avanti all'interno della calciatura e coprire il pozzo di alimentazione con una lastrina a molla per mantenere puliti gli interni.
Lo smontaggio da campo è particolarmente semplice: basta premere il pulsante di smontaggio e ruotare la chiusura posteriore del castello di 90º. A questo punto l'arma è aperta e le meccaniche interne (otturatore, molle e guida-molle) escono dal retro dell'arma permettendone la pulizia e l'ingrassamento.

## Varianti

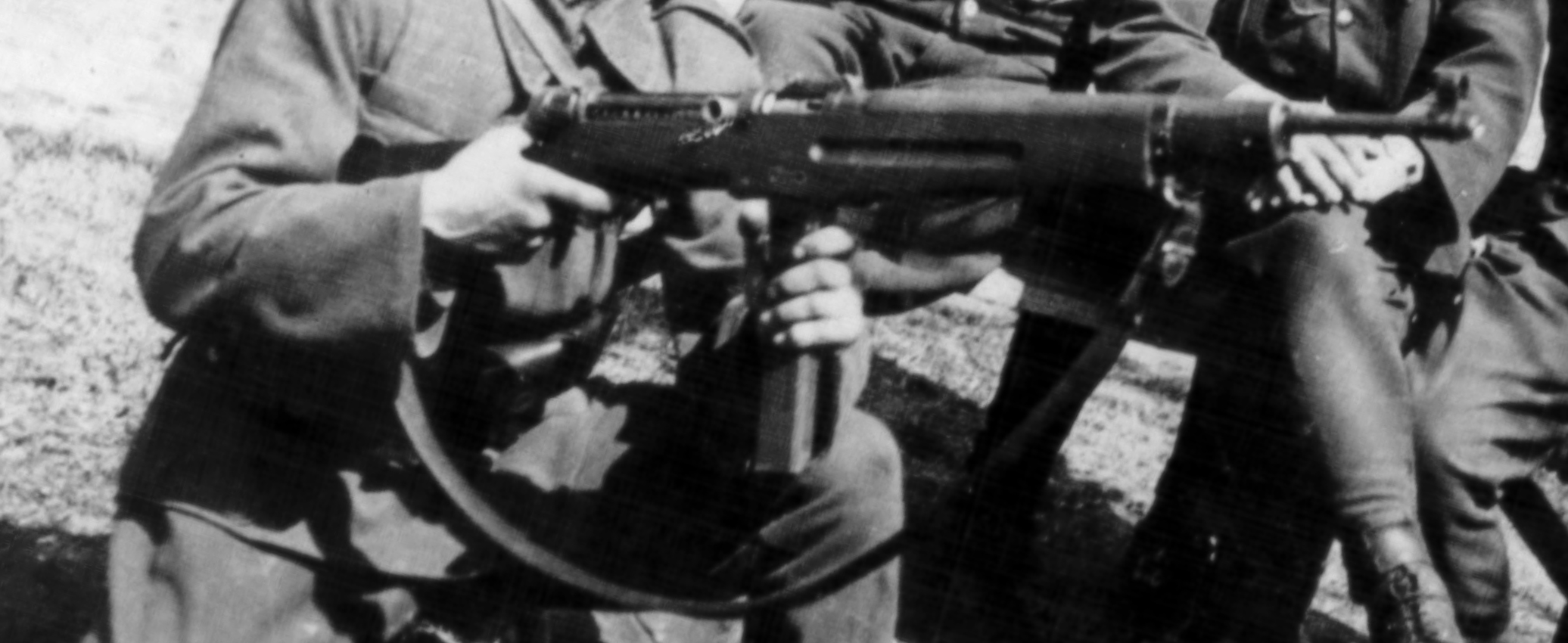
Una Danuvia 43M impiegata da un soldato ungherese alla fine del 1944

Il modello base 39M fu rielaborato e rinominato 43M. Questo modello, la versione più comune, presentava una canna accorciata e un caricatore leggermente angolato in avanti per facilitare l'alimentazione. Il calcio il legno venne sostituito con uno pieghevole a stampella, mentre venne mantenuto il fusto anteriore con l'impugnatura a pistola.